# Переворот Иммельмана
Такое название носила эскадра воздушных сил (люфтваффе) Германии, см. «Иммельман»
Переворот Иммельмана или Петля Иммельмана — фигура сложного пилотажа, полупетля с полубочкой.
Представляет собой половину восходящей петли, которая завершается в верхней точке переворотом на 180 градусов для выхода в обычный горизонтальный полёт.

## История
Эта фигура пилотажа была названа в честь немецкого лётчика-аса Макса Иммельмана (1890 — 1916). Оригинальный переворот Иммельмана, называвшийся в советской авиационной практике полупетля, состоит из полупетли и полубочки. В результате выполнения приёма в бою атакующий самолёт выходит выше и позади вражеского самолёта, если они до этого были на встречных курсах, что обеспечивает выгодную позицию для успешной атаки.

## Техника выполнения

### На ЛаГГ-3
Для выполнения переворота Иммельмана на ЛаГГ-3 сначала необходимо сбалансировать самолёт в режиме горизонтального полёта на скорости 380 километров/час. При выполнении же самого приёма скорость должна быть 460 км/ч или более. Техника для левого и правого переворота Иммельмана не отличается. Нельзя пытаться преждевременно перевернуть самолёт, так как это приведёт к потере скорости. При выполнении Иммельмана самолёт набирает высоту 700 — 800 метров.